# Braemar Gathering

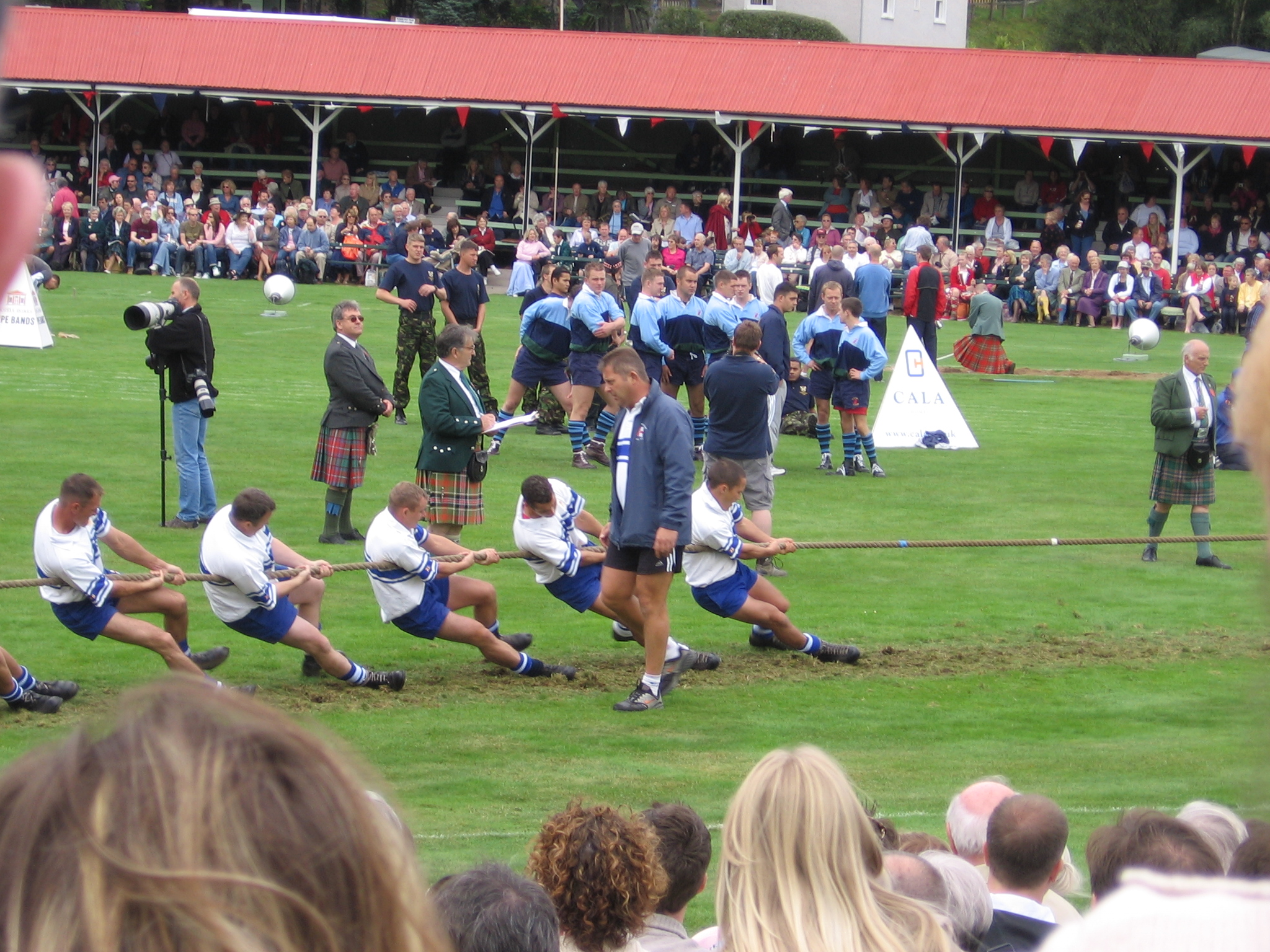
Tug o war (Tauziehen) beim Braemar Gathering

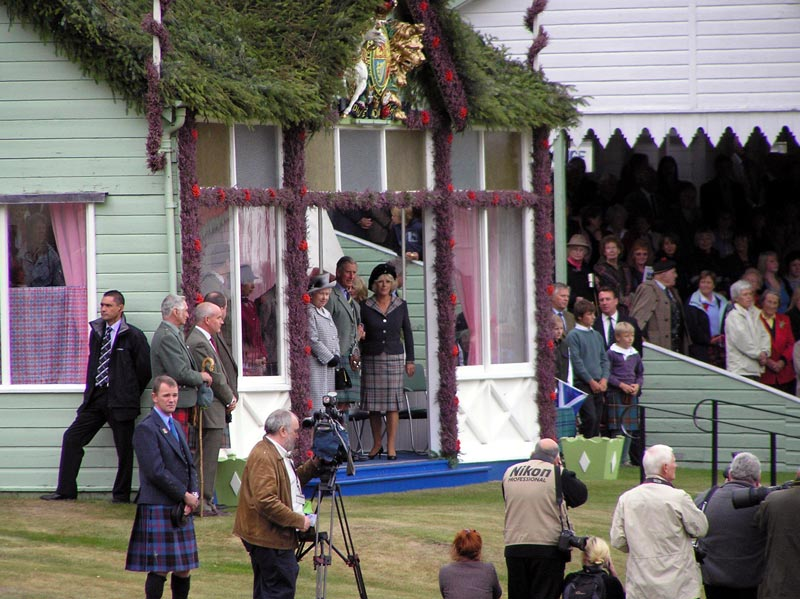
Königin Elizabeth II. beim Gathering 2006 in der Royal Box

Das Braemar Gathering findet jedes Jahr am ersten Samstag im September in der schottischen Ortschaft Braemar in Aberdeenshire statt. Das unter Schirmherrschaft des britischen Monarchen stehende Fest zählt zu den bekanntesten Highland Games in Schottland.

## Geschichte
Angeblich sollen die ersten in der Gegend des heutigen Braemar stattfindenden Spiele vor über 900 Jahren durch König Malcolm Canmore durchgeführt worden sein. Damals soll der erste Lauf auf den Braemar östlich benachbarten Craig Choinnich stattgefunden haben, um die besten Botenläufer für den König zu finden. Ein Berglauf zählt heute noch zum Programm des Gatherings, allerdings auf den südlich liegenden, 859 m hohen Morrone. Die heutigen Spiele lassen sich jedoch lediglich auf den Anfang des 19. Jahrhunderts zurückführen. Die Braemar Royal Highland Society, der Veranstalter der Spiele, wurde 1815 als Braemar Wright Society gegründet. Ihren heutigen Namen erhielt die ursprünglich als Friendly Society (vergleichbar einem Versicherungsverein auf Gegenseitigkeit) gegründete Gesellschaft 1866, als auf Wunsch von Königin Victoria der Zusatz „Royal“ zum Namen hinzugefügt wurde. Die ersten, etwa nach heutigem Muster durchgeführten Spiele veranstaltete die Society in Braemar im Jahr 1832.
Königin Victoria und ihr Mann, Prinzgemahl Albert, verbrachten im Jahr 1848 erstmals ihren Sommerurlaub in den Highlands, wo ihnen James Duff, 4. Earl Fife dazu Balmoral Castle, etwa 20 Kilometer östlich von Braemar, zur Verfügung gestellt hatte. Beiden gefiel der Aufenthalt so gut, dass die Königsfamilie Balmoral Castle als Sommerresidenz erwarb. Die Königin besuchte mit ihrem Mann 1848 erstmals das Braemar Gathering und übernahm die Schirmherrschaft. Seitdem hat der jeweilige britische Monarch die offizielle Schirmherrschaft des Braemar Gathering, gefolgt vom Duke of Fife als dem lokalen Großgrundbesitzer. Alle Monarchen seit Königin Victoria haben in ihrer Nachfolge die Schirmherrschaft übernommen und das Gathering besucht, Königin Elizabeth II. fehlte in den ersten 60 Jahren ihrer Herrschaft nur viermal. Lediglich nach dem Tod von Prinzessin Diana fiel das Gathering 1997 aus. 2020 und 2021 wurde das Gathering aufgrund der COVID-19-Pandemie im Vereinigten Königreich abgesagt. Am 3. September 2022 blieb sie aus gesundheitlichen Gründen der Veranstaltung fern.

## Veranstaltungsort

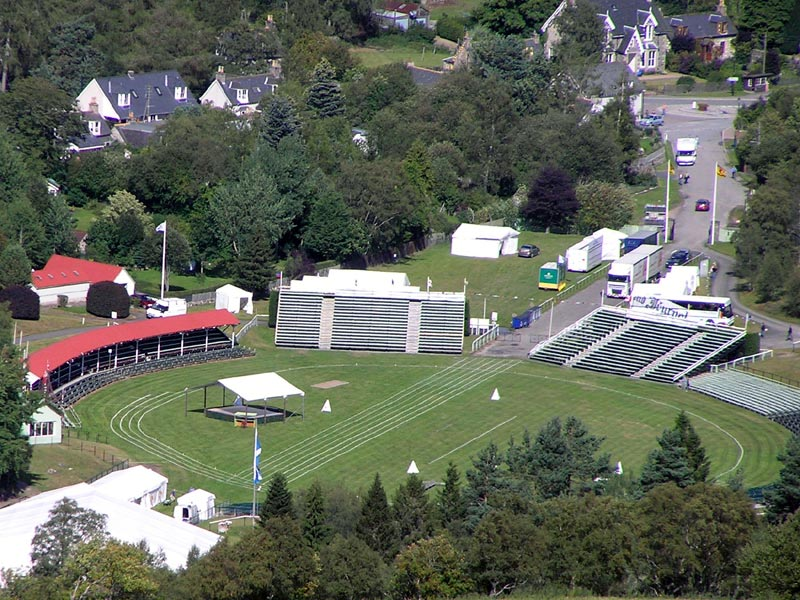
Blick auf The Princess Royal and Duke of Fife Memorial Park vom benachbarten Morrone

Das Braemar Gathering findet in der dafür eigens vorgehaltenen Arena im The Princess Royal and Duke of Fife Memorial Park am südwestlichen Ortsrand von Braemar statt. Neben überdachten Tribünensitzplätzen und der der königlichen Familie vorbehaltenen Royal Box gibt es weitere Sitz- und Stehplätze rund um die Arena. Insgesamt nehmen pro Jahr zwischen 10.000 und 15.000 Zuschauer und mehrere hundert Musiker und Sportler an der Veranstaltung teil.

## Ablauf
Folgende Wettbewerbe zählen in Braemar zum Programm und finden teils zeitgleich an verschiedenen Stellen der Arena statt:
- Heavy Events mit Baumstammwerfen (Tossing the Caber), Gewichtweitwurf (Throwing Weight), Gewichthochwurf (Throwing over the Bar), Throwing of Hammers (ähnlich Hammerwerfen, allerdings mit einem Stiel am Hammer statt eines Stahldrahts), Putting the Stone (ähnlich Kugelstoßen);
- Pipe Bands mit Wettbewerb der Bands sowie mehrfacher Auftritt aller Bands als Massed Pipe Bands;
- Solo Piping;
- Tauziehen (Tug o war) (Wettbewerb für Einheiten der Streitkräfte des Vereinigten Königreichs);
- Highland Dancing;
- Laufwettbewerbe;
- Berglauf.

Für die wichtigsten Wettbewerbe werden die Preise vom Monarchen übergeben. Zudem findet für Kinder ein Wettbewerb im Sackhüpfen statt.